# Ichirō Nagai
Ichirō Nagai (jap. 永井 一郎 Nagai Ichirō; ur. 10 maja 1931 w Ikeda, w prefekturze Osaka, zm. 27 stycznia 2014 w Hiroszimie) – japoński seiyū, najbardziej znany dzięki roli Narrator / Degwin Sodo Zabi z Mobile Suit Gundam.

## Wybrana filmografia

### Anime
- Akuma-kun (Dr. Faust)
- Space Battleship Yamato (Dr. Sakezo Sado, Hikozaemon Tokugawa)
- Urusei Yatsura (Sakuranbou (Cherry))
- Steam Detectives (Glummy)
- Swiss Family Robinson (Morton)
- Mobile Suit Gundam (Narrator, Degwin Sodo Zabi)
- GeGeGe no Kitarou [1st-3rd] (Konaki Jijii)
- Getter Robo Go (Prof. Tachibana)
- Cyborg 009 1968 (Chang Changku/006)
- Cyborg 009 1979 (Odin)
- Sazae-san (Namihei Isono, Umihei Isono)
- Soreike! Anpanman (Furudokei-san)
- Devilman (Alphonse)
- Tatakae!! Ramenman (Chen Roushi, Narration)
- Dr. Slump and Arale-chan (dziadek Jurka Spadkowskiego)
- Dragon Ball (Tsuru-sen'nin, Karin)
- Dragon Ball Z (Karin [pierwszy głos])
- Bikkuriman (Shama Khan)
- Pokémon (Prof. Nanba)
- Master Keaton (Taihei Hiraga)
- Pszczółka Maja (Filip)
- Future Boy Conan (Dyce)
- Moretsu Atarou 1969 (Batsugorou)
- Yawara! A Fashionable Judo Girl (Jingorou Inokuma)
- Ranma ½ (Happosai)
- Wansa-kun (Megane)
- Legend of the Galactic Heroes (Thomas von Stockhausen)
- Yamato 2520 (Shima)
- Record of Lodoss War (Narrator)
- Arion (Lykaon)
- Nausicaä z Doliny Wiatru (Mito)
- Filmy Kinnikuman (Black King [Telewizyjne specjalne], Satan King [Movie 3])
- Vampire Hunter D: Żądza krwi (Lewa dłoń D)
- Lupin III: Castle of Cagliostro (Jodo)
- Spiral: Suiri no Kizuna (Taniraizo Shiranaga)
- Haikara-san ga Tooru (Lt. Hanamura)
- Boku Patalliro! (Szef Policji)
- Świat Talizmanu
- Serie Jak and Daxter (Samos the Sage)
- Hajime no Ippo (Nekota Ginpachi)

### Dubbing
- Zwariowane melodie (Yosemite Sam [pierwszy głos])
- Jetsonowie (Mr. Spacely)
- Herkules (Philoctetes)
- Park Jurajski (John Hammond)
- Serie Star Wars (Yoda)
- Toy Story (Slinky)
- Serie Harry Potter (Albus Dumbledore)

### Tokusatsu
- Himitsu Sentai Goranger (Baseball Mask)
- J.A.K.Q. Dengekitai (Devil Batter)
- Juken Sentai Gekiranger (Master Shā-Fū)